# 1975 en sports équestres
Chronologie des sports équestres
- 1974 en sports équestres - 1975 en sports équestres - 1976 en sports équestres

Cet article présente les faits marquants de l'année 1975 en sports équestres.

## Événements

### Avril
- 26 avril 1975 : Something et son cavalier André Ferreira ont établi à Johannesburg (Afrique du Sud), le record du monde de saut en largeur en franchissant sans faute une rivière de 8,40 m.

### Septembre
- 1er septembre 1975 : 12e édition du championnat d'Europe de concours complet d'équitation 1975 à Luhmühlen (Allemagne) qui est remportée par Lucinda Green sur Be Fair en individuel et par l'équipe de l'URSS[1].

### Année
- 13e édition des championnats d'Europe de saut d'obstacles à Munich (Allemagne de l'Ouest).
- première édition de la course d’endurance des 130 km de Florac, renommés plus tard 160 km de Florac.
- 7e édition des championnats d'Europe de dressage 1975 à Kiev (Ukraine).